# Museum für Vor- und Frühgeschichte de Sarrebruck
Le Museum für Vor- und Frühgeschichte (Sarrebruck)  (en français : Musée de pré- et de protohistoire) est un musée archéologique allemand, situé à Sarrebruck, dans la Sarre.

## Historique
Le musée a ouvert au public en 1959. Il est logé dans l’ancien hôtel de ville de Sarrebruck, sur la place du Château.

## Collections
Sur une surface d’exposition d’environ 2 000 m2, le musée présente l'évolution humaine préhistorique, du Paléolithique à l’Âge du fer. Plusieurs salles évoquent la période romaine et le Moyen Âge dans la Sarre.
Les objets exposés vont des bifaces aux bijoux en or franconiens. Parmi les pièces les plus importantes du musée, on peut mentionner les tombes d’une princesse celtique du parc culturel européen Bliesbruck-Reinheim, des vestiges de l’époque romaine, tels que des récipients en céramique et en verre, des outils, des pièces et des inscriptions, ainsi que des peintures murales de la villa romaine de Mechern. Le musée comprend également des éléments de la villa romaine Nennig, dont le sol mosaïque de 160 m2 est considéré comme le plus grand connu au nord des Alpes.
Le musée abrite également l’ancienne collection du musée de la Sarre, avec de nombreuses œuvres d’artistes internationaux et régionaux allant du XVIe au XIXe siècle